# Claudia Galán
Claudia Galán (Madrid, 24 marzo 1993) è un'attrice, ballerina e modella spagnola, nota per aver interpretato il ruolo di Julieta Uriarte nella soap Il segreto (El secreto de Puente Viejo).

## Biografia
Claudia Galán è nata il 24 marzo 1993 a Madrid (Spagna), e oltre alla recitazione si occupa anche di teatro e di danza.

## Carriera
Claudia Galán ha completato la sua formazione in danza contemporanea presso la scuola ufficiale di María Montero de Espinosa. Successivamente si è formata in balli latini, moderni e da sala presso la scuola di danza Sentimiento. Dal 2008 al 2010 ha danzato nella compagnia di ballo Feel the fusión, mentre nel 2010 e nel 2011 ha seguito lezioni di recitazione impartite da Jaime Bartolomé. Nel 2011 e nel 2012 ha seguito l'espressione corporea per attori con Arnold Taraborelli ed ha seguito lezioni teatrali impartite da William Layton.
Dal 2012 al 2016 ha studiato recitazione presso la RESAD (Real Escuela Superior de Arte Dramático) di Madrid, e al termine degli studi ha ottenuto il diploma. Nel 2015 ha seguito un corso di recitazione con Tonucha Vidal e Javier Luna, mentre nel 2016 ha seguito lezioni impartite da Jaime Chávarri e Mariano Barroso. Nel 2020 si è formata in recitazione con Juan Codina e successivamente con Lorena García presso l'Actor's Center. L'anno successivo, nel 2021, ha seguito lezioni impartite da Juan Codina e Lorena García de las Bayonas.
Dal 2017 al 2019 è stata scelta per interpretare il ruolo di Julieta Uriarte nella soap opera in onda su Antena 3 Il segreto (El secreto de Puente Viejo) e dove ha recitato insieme ad attori come Maria Bouzas, Ramón Ibarra, Mario Zorrilla, Rubén Bernal, José Milán, Trinidad Iglesias, Iván Montes e Paula Ballesteros. Nel 2019 e nel 2020 è entrata a far parte del cast della serie di Netflix Alto mare (Alta mar), in cui ha ricoperto il ruolo di Chantal Vázquez e dove ha recitato insieme ad attori come Ivana Baquero, Jon Kortajarena, Alejandra Onieva ed Eloy Azorín. Nel 2021 ha ricoperto il ruolo di Julia nel film Eravamo canzoni (Fuimos canciones) diretto da Juana Macías. L'anno successivo, nel 2022, ha ricoperto il ruolo di Alicia nella serie La caccia - Guardiana (La caza. Guadiana) e dove ha recitato insieme all'attrice Megan Montaner.

## Filmografia

### Cinema
- Eravamo canzoni (Fuimos canciones), regia di Juana Macías (2021)

### Televisione
- Il segreto (El secreto de Puente Viejo) – soap opera (2017-2019)
- Alto mare (Alta mar) – serie TV (2019-2020)
- La caccia - Guardiana (La caza. Guadiana) – serie TV (2023)

## Teatro
- Central park west di Woody Allen, diretto da Sol López, presso la sala teatrale Bululú (2011)
- La enfermedad de la Juventud di Ferdinand Bruckner, presso il teatro Victoria (2012)
- Dani y Roberta di J. Patrick Shanley, diretto da Carlos Silveira, presso il teatro Victoria (2012)
- El chico de oro di Clifford Odets, diretto da Mariano Gracia (2013)
- La casa de Bernarda Alba di Federico García Lorca, diretto da Mariano Gracia (2013)
- Don Perlimplín con Belisa en su jardín di Federico García Lorca, diretto da Mariano Gracia, presso il RESAD (2013)
- Naomi en la sala de estar, diretto da Mariano Gracia (2014)
- Las razas di Ferdinand Bruckner, diretto da Mariano Gracia (2014)
- En la calle Greifswalder, diretto da Mariano Gracia (2015)
- #Lodelmono, scritto e diretto da Javier Sahuquillo, presso il festival Frinje (2015)
- Compañía nacional de comedias cómicas (2015)
- Snake in friige, diretto da Mariano Gracia (2016)
- El zoo de cristal, diretto da Paz Pérez, presso il RESAD (2016)
- Un dios salvaje di Jasmina Reza, diretto da Darío Hoyos, presso il RESAD (2016)
- Extremities di William Mastrosimone, diretto da Paz Pérez, presso il RESAD (2016)
- Torpes y deslavazadas di Pedro Cantalejo sulle orme di Lope de Rueda, diretto da Javier Carramiñana, presso il festival dei classici di Alcalá (2019)

## Doppiatrici italiane
Nelle versioni in italiano dei suoi film e delle sue serie TV, Claudia Galán è stata doppiata da:
- Cecilia Zincone[19] ne Il segreto[20]